# Język Trolli
Język Trolli – piętnasty tom cyklu Jeżycjada. Powieść autorstwa Małgorzaty Musierowicz, z ilustracjami autorki, wydana w 2004.

## Streszczenie fabuły
Język Trolli opowiada o przyjaźni Józefa Pałysa i Stanisławy Trolli. 2 września 2003 roku Józef spotyka Trollę w szkole. Dziewczyna od razu mu imponuje, ponieważ sprzeciwia się wicedyrektorce, która każe Trolli zdjąć kapelusz. Staszka nazywa chłopca Pepe, co jest skrótem od włoskiego imienia Giuseppe. Spotykają się później w sylwestra i planują wyjazd do Gniezna. W drodze przypadkiem Trolli spada zielony kapelusz i widać, że nie ma ona włosów. W czasie podróży Laura Pyziak – kuzynka Józinka – po raz pierwszy w życiu spotyka swojego ojca, kiedy to on powoduje wypadek drogowy. Józef Pałys ma również kuzyna od strony cioci Gabrysi – Ignacego Grzegorza Strybę, z którym żyje w odwiecznym konflikcie. Jednak pod wpływem perswazji Staszki, a konkretnie po bójce, która odbyła się przy studiu nagrań Pana Oracabessy – szwagra Trolli, a także po wspólnej ucieczce przed złodziejaszkami, ich stosunki zaczynają się poprawiać. Niestety Trolla z powodu choroby (białaczki) musi wyjechać do rodziców, do Niemiec. W fabule książki przewijają się też inne postacie, m.in. pozostała część rodziny Borejków.

## Bohaterowie
- Józef Pałys – w rodzinie zwany Józinkiem, jest synem Idy i Marka Pałysów. Bardzo małomówny i spokojny dziewięciolatek. Poznaje w szkole Trollę, która mu bardzo imponuje i szybko się z nią zaprzyjaźnia.
- Trolla – tak naprawdę Staszka (Stanisława); przyjaciółka Józinka; otwarta, serdeczna, miła i sympatyczna dziewczyna; chora na białaczkę[1]
- Ignacy G. Stryba – syn Gabrysi i Grzegorza, kuzyn Józinka; bardzo różni się od swojego brata ciotecznego, próbuje zaprzyjaźnić się ze Staszką.
- Helmut Oracabessa – szwagier Trolli; ciemnoskóry młodzieniec, bardzo oryginalny, radosny i wyrozumiały. Zostaje wezwany do szkoły przez wicedyrektorkę.
- Laura Pyziak – córka Gabrysi Stryby i Janusza Pyziaka; kuzynka Józinka i siostra Ignacego G. Stryby; ma trudny charakter, ładnie śpiewa.
- Pozostali członkowie rodziny Borejko
- Pozostali członkowie rodziny Oracabessa